# Medaille voor Dapperheid (Holland)
De Medaille voor Dapperheid was een onderscheiding van het Koninkrijk Holland.

## Geschiedenis
Op 16 december 1806 stichtte Lodewijk Napoleon, Koning van Holland een Orde van Verdiensten met de bepaling dat "burgers van alle rangen en standen welke door derzelver kunde, talenten, dapperheid en deugden het vaderland diensten bewezen hadden" voor de onderscheiding in aanmerking kwamen. 
Koning Lodewijk Napoleon wilde desondanks alleen "heren van stand" in zijn ridderorde opnemen. Lagergeplaatsen werden niet gedecoreerd en de koning was onaangenaam verrast toen bleek dat hij per ongeluk Jan van den Berg uit Gorinchem, bootsman en drager van de Doggersbank-medaille in zilver, had geridderd. Men ontnam de teleurgestelde bootsman zijn ridderkruis en zegde hem een vervangende medaille toe. Dat laatste werd gemakshalve "vergeten".
Deze ontneming is verwonderlijk omdat in 1807 in de statuten was bepaald dat "Dragers van de Doggersbank-medaille geregtigd waren leden van de Koninklijke Orde van Verdiensten" te zijn. Van een systematisch opnemen van deze pikbroeken is desondanks geen sprake geweest.
Om dapperheid te kunnen belonen zonder onderofficieren, soldaten en matrozen in de Orde van de Unie op te hoeven nemen werd daarom in het decreet van 18 juni 1808 een Medaille voor Dapperheid gesticht. In het kielzog van protector Frankrijk nam Holland in de jaren 1805-1810 aan de Franse oorlogen deel. Hollandse cavalerie en infanterie streed in Duitsland en Spanje.
Het decreet is in het Frans opgesteld en spreekt van "des actes de bravoure éclantes, telles que celle d'avoir dans une bataille sauvé la vie d'un superieur tombé entre les mains de l'ennemie, d'avoir pris au repris un drapeau, un étendart, une pièce de cannon d'avoir le premier monté al'assaut ou à l'abordage et d'autre faits de ce genre". In het Nederlands betekent dit dat "opvallende daden van dapperheid, het redden van het leven van een in de handen van de vijand gevallen officier, het veroveren of heroveren van een vaandel, kanon of standaard, het als eerste beklimmen van een versterking of het als eerste enteren van een schip en soortgelijke daden" een militair in aanmerking deden komen voor een medaille. De medaille kreeg geen naam en ook over een lint werd niets vastgelegd. In het decreet waarin Puraye een medaille ontving heet het dat deze hem "met de meeste plegtigheid ter hand gesteld wordt". Misschien was de medaille een legpenning.
In Nick Steenkamps "Doe wel en zie niet om" is een afbeelding van een medaille aan een smal lichtblauw lint opgenomen. Het is mogelijk dat het oog en het lint een particuliere wijziging zijn. Legpenningen zijn en waren niet geliefd.
In artikel 4 van het decreet wordt vermeld dat de gedecoreerde militairen een extra chevron op schouder of arm mochten dragen en zo dus een hogere rang verkregen. Zij mochten ook een "medaillon de drap", een van stof vervaardigde medaille "naar oud model", dragen.
In artikel 5 van het decreet wordt de Groot-Kanselier van de Orde van de Unie opgedragen om bij te houden welke gedecoreerde onderofficieren en officiersrang kregen. Zij zouden dan alsnog op de wachtlijst van de Orde van de Unie, die een beperkt aantal ridders kende, geplaatst worden.
De eerste medaille werd op 18 juni 1808, in goud, toegekend aan onderofficier Remi Joseph Puraye voor zijn dapperheid tijdens de veldtocht van Generaal Dumonceau in Noord-Holland in 1799. Met grote moeite werden daar de binnengevallen Britse en Russische troepen weer verjaagd.
De medailles waren van massief goud of zilver en Lodewijk liet in het decreet waarin hij sergeant-majoor Puraye decoreerde vastleggen dat de voorzijde de gegraveerde tekst
Lodewijk Napoleon de Eerste
 aan
 R.J. Puraye sergant major van het negende Regiment van ligne
 tot
 Belooning van Dapperheid en trouwe diensten.
zou dragen. Op de keerzijde stond 
Den 19 september 1799 heeft R.J. Puraye bij Schorel in Noordholland
 twee stukken kanon op de Russen veroverd
Aan de gouden medaille was voor het leger een pensioen verbonden dat gelijk was aan de wedde die een soldaat of onderofficier in dienst ontving. Voor de zilveren medaille was een halve wedde als pensioen vastgesteld. De koning stelde een besluit over de hoogte van de pensioenen bij de marine uit.
In 1809 volgden nog zes gouden en dertien zilveren medailles uitgereikt.
De gevechten met Zweedse troepen bij Stralsund in juni 1809 leverden een aantal militairen, meest officieren, een onderscheiding op. Hollandse troepen onder commando van Pierre-Guillaume Gratien 
bestormden de Zweedse stellingen. De Zweden waren zich aan het inschepen en werden vernietigend verslagen.
Toen Napoleon het Koninkrijk Holland op op 9 juli 1810 annexeerde hield de medaille op te bestaan.

## Voetnoten
1. ↑  Decreet van 16 december 1806 artikel 10. Afgedrukt in "De Orde van de Unie".
2. ↑  Medaille van korporaal Johannes van Barle met de datum 22e van de bloeimaand (mei) 1809 in de verzameling van het Museum van de Kanselarij van de Nederlandse Ridderorden in Apeldoorn.